# Reologia
La reologia (composizione linguistica dal greco antico ῥέω, reo, ossia "scorrere", e -λογία, -logìa, ossia "discorso, espressione, teoria") è la scienza che studia gli equilibri raggiunti nella materia deformata per effetto di sollecitazioni.
Costituisce un punto di incontro interdisciplinare per una varietà di discipline scientifiche: biologia, chimica, fisica, matematica, ingegneria e geologia.
Vi sono diversi materiali coinvolti nello studio reologico: farmaceutici, alimentari, materie plastiche, gomme, ceramiche (reologia della ceramica). Tutti questi materiali non sono completamente omogenei, ma mostrano un comportamento irregolare che, se non completamente analizzato, può portare a comportamenti inaspettati durante il processo di lavorazione.

## Storia
Nel 1678 viene definita la legge di Hooke che lega lo sforzo σ alla deformazione ε nel caso di materiali elastici:
{\displaystyle \sigma =E\cdot \epsilon }
in cui E è detto modulo di Young.
Nel 1687 viene formulata la legge di Newton sulla viscosità, secondo cui la velocità di deformazione è direttamente proporzionale allo sforzo attraverso la viscosità, che per i materiali newtoniani è costante al variare della velocità di deformazione.
Nel 1868 viene introdotto il concetto di viscoelasticità da James Clerk Maxwell.
Nel 1878 Ludwig Boltzmann verifica il principio di sovrapposizione degli effetti per le sollecitazioni applicate a un corpo sotto sforzo.
Intorno al 1905 Frederick Thomas Trouton definisce la relazione che lega la viscosità elongazionale ηel alla viscosità di taglio η:
{\displaystyle \eta _{el}=3\cdot \eta }
Nel 1928 Eugene C. Bingham utilizza per la prima volta il termine "reologia".
Il 29 aprile 1929 a Columbus (Ohio) viene fondata la Società di reologia da un gruppo di scienziati, tra cui Eugene C. Bingham, Wolfgang Ostwald, Ludwig Prandtl e Markus Reiner.
Nel 1964 viene definito il numero di Deborah che fornisce le basi teoriche per un'interpretazione precisa del significato di liquido e solido.

## Comportamenti reologici

Rappresentazione di differenti comportamenti reologici

### Fluido newtoniano
Un fluido si definisce newtoniano quando la velocità di flusso aumenta linearmente con l'aumentare dello sforzo applicato. In questo caso la viscosità è costante e dipende solo da pressione e temperatura:
{\displaystyle \sigma ={\frac {\partial \gamma }{\partial t}}\cdot \eta }
dove:
- σ è lo sforzo applicato (espresso in Pa);
- η è la viscosità (espressa in Pa·s);
- γ è la deformazione (%);
- ∂γ/∂t è la velocità di deformazione (s−1).

### Fluido plastico o di Bingham
I fluidi che presentano comportamento di tipo plastico iniziano a scorrere solo dopo che la forza di taglio ha superato un certo valore soglia, σ0, che prende il nome di "limite di scorrimento". Superato questo valore, il fluido si comporta come newtoniano. L'equazione che rappresenta questo comportamento è l'equazione di Bingham:
{\displaystyle \sigma ={\frac {\partial \gamma }{\partial t}}\cdot \eta +\sigma _{0}}

### Fluido pseudoplastico
Si definisce pseudoplastico un fluido il cui scorrimento inizia anche per azione di forze modeste e la velocità di flusso aumenta con l'aumentare dello sforzo applicato. A differenza dei fluidi newtoniani, il reogramma ha un andamento curvilineo e quindi non è possibile esprimere con un unico valore il coefficiente di viscosità del fluido. La viscosità di un sistema pseudoplastico diminuisce con l'aumentare della velocità di taglio.

### Fluido dilatante
Si definisce dilatante un fluido il cui lo scorrimento inizia anche per azione di forze modeste. Il flusso dilatante è caratteristico delle sospensioni molto concentrate (oltre il 50% in peso) di particelle solide sufficientemente piccole e non flocculate. Le particelle allo stato di quiete sono impacchettate in modo tale da ridurre al minimo gli spazi inter particellari e la quantità di liquido trattenuta in questi spazi è appena sufficiente ad assicurare una lubrificazione che permette, a bassa velocità di taglio, un certo scorrimento. Quando il sistema viene agitato rapidamente, diventa più viscoso in quanto il moto delle particelle determina un aumento di volume del sistema, per cui la limitata quantità di veicolo liquido non è sufficiente a riempire gli spazi vuoti e non può più assicurare la lubrificazione necessaria a ridurre l'attrito fra particelle, responsabile dell'aumento di viscosità.

### Limite di scorrimento
Il limite di scorrimento è il minimo sforzo necessario per far scorrere un fluido. Si può ricavare per modellazione dalla curva di flusso a shear controllato (limite di scorrimento dinamico) oppure con misure dirette a sforzo controllato (curva di flusso a sforzo controllato e prove di rilassamento).

### Tissotropia
La tissotropia indica la trasformazione gel/sol/gel reversibile e isoterma di un sistema colloidale, provocata da sollecitazioni meccaniche come il mescolamento e successivo riposo. Un sistema è tissotropico o reopessico quando la sua viscosità varia con il tempo.
Il comportamento tissotropico è reversibile in quanto se il sistema viene lasciato in stato di quiete per un tempo sufficiente, il fenomeno sopra descritto si ripresenta. La reversibilità del comportamento tissotropico discende dalla reversibilità dei processi di distruzione e ricostruzione della struttura del materiale:
- sostanze tissotropiche: reversibilmente diventano meno viscose con l'aumento del tempo di flusso;
- sostanze reopessiche: reversibilmente diventano più viscose con l'aumento del tempo di flusso.